# キタマゴタケ
キタマゴタケ（黄卵茸、学名: Amanita kitamagotake）は、ハラタケ目テングタケ科テングタケ属に分類される大型のキノコの一種。食用可。

## 分布・生態
日本、韓国、中国、インドネシアに分布する。日本では本州と九州に分布する。
菌根菌。日本では梅雨（夏）から秋にかけて、草地やシイ・カシやコナラ・クヌギ・ミズナラなど様々な広葉樹林内の地上に発生する。通常は群生する。シイ・カシ林にしばしば見られるが、赤い色のタマゴタケと比べると、見つけられる機会はとても少ない。

## 形態
子実体は傘と柄からなる。傘は卵形から丸山形で、径4 - 9センチメートル (cm) になる。傘表面の中央は鮮黄色や橙黄色から黄土色、滑らかで、湿っているときはやや粘性があり、縁は黄色で明瞭な条線がある。傘裏のヒダは黄色を帯び、密に配列して、柄に離生する。
柄は長さ5.5 - 14 cmで中空。柄も白色から黄色で、表面は繊維状になったオレンジ色の斑模様（だんだら模様）があり、柄上部のツバは膜質で濃い黄色をしている。柄の基部には幼菌の名残である袋状の大きな白いツボがある。
担子胞子は7 - 13.5 × 5 - 8.5マイクロメートル (μm) の広楕円形、非アミロイド性。

## 類似するキノコ
キタマゴタケは、かつてタマゴタケ (Amanita caesareoides) の1亜種とみなされていた。
黄色のタマゴタケ類の見分けは難しく、赤いタマゴタケにも稀に黄色いものがあることが知られている。また、別種のチャタマゴタケ (Amanita chatamagotake) にも黄色型のものがある。チャタマゴタケは傘の中央が薄茶色になるのが特徴だが、キタマゴタケと見分けるのは難しいとされる。
本種キタマゴタケやチャタマゴタケは、近縁のタマゴタケと同様にうまみが強いキノコで食用にすることができるが、テングタケ属は猛毒をもつキノコが多く、猛毒菌のタマゴタケモドキ (Amanita subjunquillea) との区別も容易ではなく、柄の色の違いに注目するなど特段の注意が必要である。